# Třešť
Třešť (tyska: Triesch) är en stad i Tjeckien. Den ligger i distriktet Okres Jihlava och regionen Vysočina, 120 km sydost om huvudstaden Prag och 14 km söder om Jihlava. Antalet invånare är 5 625.

## Historia
Orten ligger där två gamla handelsvägar korsas och omnämns tillsammans med kyrkan Sankt Martin i skrift år 1349. Redan vid denna tid hade orten judisk befolkning.
Under 1800-talet fanns det textil- och möbel- och tändsticksfabriker. År 1901 fick Trest stadsrättigheter.
Stadens slott, byggt på 1500-talet och flera gånger ombyggt, övertogs 1983 av tjeckiska vetenskapsakademin.

## Kända personer
- Joseph Schumpeter (1883-1950, nationalekonom.